# جمهورية كروشيفو
جمهورية كروشيفو (بالمقدونية:  Крушевска Република)‏ هي كيان سياسي لم يدم طويلًا أعلنه متمردون من المنظمة الثورية المقدونية الأدرينية السرية في كروشيفو خلال انتفاضة إيليندن–بريوبراجينيه المناهضة للعثمانيين. وفقًا للروايات البلغارية والمقدونية اللاحقة، كانت  جمهورية كروشيفو إحدى أولى الجمهوريات الحديثة في البلقان.

## خلفية تاريخية
في 3 أغسطس 1903، استولى المتمردون على بلدة كروشيفو في ولاية مناستر العثمانية (مقدونيا الشمالية الحالية) وشكلوا حكومة ثورية. كان الكيان موجودًا لمدة 10 أيام فقط؛ من 3 أغسطس إلى 13 أغسطس، برئاسة نيكولا كاريف. كان كاريف يساريًا قويًا، رافضًا القومية للأقليات العرقية وفضل التحالفات مع المسلمين العاديين ضد السلطنة، وكذلك دعم فكرة اتحاد البلقان.
من بين مختلف المجموعات العرقية الدينية (الملل) في كروشيفو، انتخِب مجلس جمهوري مكون من 60 عضو، 20 ممثل لثلاث مجموعات؛ المقدونيون الرومانيون والبطاركة الروم والعلمانيون البلغار. انتخب المجلس أيضًا هيئةً تنفيذية -حكومة مؤقتة- تتكون من ستة أعضاء (اثنان من كل مجموعة مذكورة)، كان من واجبهم تعزيز القانون والنظام وإدارة اللوازم والتمويل والرعاية الطبية. نُشر بيان كروشيفو المفترض في الأيام الأولى بعد إعلان الجمهورية. حدد نيكولا كيروف أهداف الانتفاضة، داعيًا السكان المسلمين إلى توحيد صفوفهم مع الحكومة المؤقتة في النضال ضد الاستبداد العثماني، لتحقيق الحرية والاستقلال. كان كل من نيكولا كيروف ونيكولا كاريف عضوين في الحزب الاشتراكي الديمقراطي للعمال البلغاري، ومنه استمدوا هذه الأفكار اليسارية.
ومع ذلك، نشأت مشكلة تحديد الهوية العرقية. وصف كاريف جميع أعضاء المجلس المحلي بالأخوة البلغار، بينما رفع متمردو المنظمة برفع الأعلام البلغارية، وقتلوا خمسة بطاركة يونانيين، إذ اتهموهم بأنهم جواسيس عثمانيين، واعتدوا بعد ذلك على المسلمين المحليين الأتراك والألبان. عندما كانت البلدة البلغارية تحت سيطرة الكوميتادجي البلغاري، اشتُبه بالأغلبية البطريركية ومورست أعمال الترويع ضدها. باستثناء الإكسراخيست الفلاشيين، الذين كانوا بلغاريين، (مثل بيتو غولي وعائلته)، رفض معظم أعضاء المجتمعات العرقية الدينية الأخرى المنظمة الثورية المقدونية الأدرينية السرية على أنها مؤيدة للبلغاريين.
متفاجئة في البداية بالانتفاضة، اتخذت الحكومة العثمانية إجراءات عسكرية استثنائية لقمعها. حاولت فرقة بيتو غولي الدفاع عن البلدة ضد القوات العثمانية القادمة من بيتولا. هلكت الفرقة كلها وقائدهم فويفود. بعد معارك ضارية بالقرب من ميكيك كامين، تمكن العثمانيون من تدمير جمهورية كروشيفو، وارتكبوا فظائع ضد قوات المتمردين والسكان المحليين. نتيجة القصف بالمدفعية، اشتعلت النيران في المدينة جزئياً. بعد نهب البلدة من قبل القوات التركية و الباشي البازوق الألباني، عممت السلطات العثمانية إعلانًا على سكان كروشيفو لتوقيعه، مشيرين إلى أن الكوميتاجيين البلغار ارتكبوا الفظائع ونهب المدينة. وقع عدد قليل من المواطنين على الإعلان تحت ضغط إداري.

## الاحتفال
بدأ الاحتفال بالأحداث في كروشيفو خلال الحرب العالمية الأولى، عندما احتلت بلغاريا المنطقة، التي كانت تسمى فيما بعد صربيا الجنوبية. نظم ناعوم توماليفسكي، الذي عُيّن رئيسًا لبلدية كروشيفو، الاحتفال على الصعيد الوطني للذكرى الخامسة عشرة لانتفاضة إليندن. في مكان معركة ميكين كامين، بُني نصب تذكاري ونافورة تذكارية. بعد الحرب، دمرت السلطات الصربية النصب والنافورة، والتي واصلت تنفيذ سياسة الصَربَنة. أعيد تقليد الاحتفال بهذه الأحداث خلال الحرب العالمية الثانية في المنطقة عندما كانت تسمى بالفعل فاردارسكا بانوفينا وضمتها بلغاريا رسميًا.
في غضون ذلك، طور المناصرون الشيوعيون المقدونيون المؤيدون لليوغسلافيوية فكرة نوع من الاستمرارية الاشتراكية بين نضالهم ونضال المتمردين في كروشيفو. علاوة على ذلك، حثوا السكان على النضال من أجل مقدونيا الحرة وضد المحتلين البلغاريين الفاشيين. بعد الحرب، استمرت القصة في جمهورية مقدونيا الاشتراكية، إذ ضُمنت جمهورية كروشيفو في روايتها التاريخية. نجحت السلطات الشيوعية الجديدة في القضاء على المشاعر البلغارية المتبقية. كجزء من الجهود المبذولة لإثبات استمرارية الأمة المقدونية الجديدة والمتمردين السابقين، زعموا أن نشطاء المنظمة الثورية المقدونية الأدرينية السرية كانوا مقدونيين يعون هويتهم. ينظر إلى إنشاء الكيان قصير العمر اليوم في مقدونيا الشمالية على أنه مقدمة لاستقلال الدولة المقدونية الحديثة.